# Jaguar 1
Jaguar 1 (RakJPz 3) — немецкий истребитель танков, оснащённый противотанковыми управляемыми ракетами.

## История создания
После появления тяжёлого противотанкового ракетного комплекса HOT он был испытан на Raketenjagdpanzer 2. ПТРК был разработан в 1974 году консорциумом «Euromissile», в 1975 году принят на вооружение, а производить его начали ограниченными партиями в 1976 году. C 1978 по 1982 годы 316 единиц RakJPz 2 были переделаны в RakJPz 3 путём замены ракетной системы SS.11 на установку Euromissile 3KS с ракетами HOT.

## Конструкция

### Броневой корпус
Корпус Jaguar 1 изготовлен из сварных катаных листов броневой стали. Jaguar 1 был оборудован системой защиты от ядерного оружия (ОМП). В моторном отсеке устанавливалась автоматическая система пожаротушения, которая автоматически срабатывала при пожаре. В днище боевого отделения был установлен круглый аварийный люк. Механик-водитель располагался слева, командир справа, каждый со своим собственным люком. Место наводчика располагалось посередине, а заряжающий находился позади.

### Вооружение
Основное вооружение — система Euromissile 3KS с управляемой противотанковой ракеты HOT. Общий боекомплект состоял из 20 противотанковых ракет. Общий вес ракеты и пусковой трубы составлял 32 кг, длина 1,3 м, диаметр 175 мм. Сама ракета имеет массу 23 кг, боевая часть кумулятивного типа содержит 3 кг взрывчатого вещества и имеет диаметр 136 мм. Время полёта составляет от 9 до 17,3 секунд на расстояние от 2000 до 4000 м соответственно.
В ВЛД машины с правой стороны ставился 7,62-мм пулемёт MG3 с УВН от +15° до −8° и УГН ±15°. Второй 7,62-мм пулемёт мог быть установлен на крыше боевого отделения для стрельбы по воздушным целям. На крыше моторно-трансмиссионного отделения располагались восемь 76-мм дымовых гранатомётов.

### Двигатель и трансмиссия
Дизельный двигатель жидкостного охлаждения V-образный Daimler-Benz MB 837 Aa-500 объемом 29,9 л, мощностью 500 л. с. (368  кВт) с трансмиссией Renk размещался в задней части. Полуавтоматическая механическая коробка передач Renk HSWL 123 состояла из 3-ступенчатой коробки передач и раздаточной коробки, которая могла быть установлена в положение «вперед», «назад» или «нейтраль».

### Ходовая часть
В составе ходовой части использовалась торсионная подвеска. С каждого борта ходовая часть состояла из пяти сдвоенных опорных катков, ведущего колеса в задней части, направляющего колеса спереди и трёх поддерживающих роликов. За исключением одного среднего, все опорные катки имеют гидравлические амортизаторы.
Гусеница состоит из 86 траков с каждой стороны, её ширина составляет 450 мм. Используются траки Diehl 828G со сменными резиновыми накладками, которые можно заменить на чугунные Х-образные грунтозацепы (Schneegreifer) для увеличения сцепления. В летнее время грунтозацепы перевозили в контейнерах на бортах корпуса. Машина разворачивается на 360° примерно за 10 секунд.

### Оборудование
Машины оснащались фарами дальнего света, указателями поворота для использования на дорогах общего пользования в мирное время, а также имели направляющий крест (Leitkreuz), использующийся для ориентирования при движении в колонне. На корме устанавливался «пехотный телефон» (Außenbordsprechstelle), который был подключен к системе внутренней связи для переговоров с экипажем внутри машины. Также на корме располагалось буксирное устройство.

## Модификации

### Jaguar 1A1
В период с 1978 по 1982 годы 316 из 318 RakJPz 2 были переделаны в Jaguar 1A1 с новой системой HOT и дополнительной бронёй на лобовой и бортовых частях корпуса, состоящей из слоя стали, прикреплённой к машине болтами и резиновыми опорами, создающими пространство между бронёй и корпусом.

### Jaguar 1A3
С 1993 по 1995 год прошла программа модернизации Jaguar 1A1, направленная на улучшение оборудования ночного видения, в ходе которой модернизировали 181 машину. На крыше был установлен новый тепловизионный прибор RZ 1201, также известный как NZBG (Nacht Ziel Beobachtungs Gerät), в конструкции которого использовались тепловизионные модули Raytheon. Машины также были приспособлены для стрельбы новыми ракетами HOT-2MP.

## На вооружении
- ФРГ — 181 Jaguar 1A3 состояли на вооружении Бундесвера до конца 2005 г.
- Австрия — 90 Jaguar 1A1 приобретены у ФРГ в 1995—1996 годы. Получили наименование PAL 4000 и предназначались для поддержки лёгких танков SK-105 Kürassier. 64 машины были зачислены Panzerabwehrbataillon 1, 6 машин были переоборудованы в командирские, а остальные 20 находились в резерве и использовались в качестве запасных частей. Утилизированы в 2010 г.